# Casio PV-2000
Casio PV-2000 (PV-2000) је кућни рачунар фирме Касио (Casio) који је почео да се производи у Јапану током 1983. године.
Користио је D780C-1 (Z80A клон) микропроцесорску јединицу а RAM меморија рачунара је имала капацитет од 4 KB. 

## Детаљни подаци
Детаљнији подаци о рачунару PV-2000 су дати у табели испод.
|                       |                                                                              |
| [ 1 ]                 |                                                                              |
| Произвођач            | Касио                                                                        |
| Тип                   | кућни рачунар                                                                |
| Меморија              | 4 KB                                                                         |
| Поријекло             | Јапан                                                                        |
| Година                | 1983                                                                         |
| Тастатура             | Тастатура са равном мембраном, 70 тастера, 8 тастера смјера + 2 fire тастера |
| Процесор              |                                                                              |
| Фреквенција процесора | 3,579                                                                        |
| RAM                   | 4 KB                                                                         |
| ROM                   | 16 KB                                                                        |
| Текст                 | 32 x 24                                                                      |
| Графика               | 256 x 192, 32 спрајта                                                        |
| Боја                  | 16 боја                                                                      |
| Звук                  | SN76489 (PSG генератор звука)                                                |
| Димензије             | 97 (ширина) x 211 (дубина) x 46 (висина)                                     |
| Портови               |                                                                              |
| Оперативни систем     |                                                                              |